# Pilodeudorix rodgersi
Pilodeudorix rodgersi är en fjärilsart som beskrevs av Jan Kielland. Pilodeudorix rodgersi ingår i släktet Pilodeudorix och familjen juvelvingar. Inga underarter finns listade i Catalogue of Life.